# Theodor Ahlrichs
Theodor Christian Hermann Ahlrichs (* 9. März 1866 in Oldorf; † 26. Mai 1937 in Bremen) war ein deutscher evangelisch-lutherischer Theologe und von 1907 bis 1935 Pastor der Stadtkirchengemeinde in Delmenhorst. Er war der Schwiegervater des späteren Landessuperintendenten Johannes Schulze; die deutsche Journalistin Domenika Ahlrichs ist seine Urenkelin.

## Leben
Ahlrichs absolvierte sein Abitur am Mariengymnasium in Jever  und studierte ab 1890 in Berlin und Greifswald Evangelische Theologie. Sein Examen legte er am 6. Februar 1894 ab, am 4. März 1894 wurde er als Assistenzprediger ordiniert und trat das Amt des Vakanzpredigers in Oldenburg an. Ab 1895 war er Hilfsprediger in Osternburg. Er wohnte dort mit seiner Frau Auguste Lisette Lina Ahlrichs (geb. Cordes) in der Ulmenstraße. In Osternburg kam 1896 die gemeinsame Tochter Elisa Henriette Auguste Paula zur Welt. Im Mai 1897 erhielt Ahlrichs die Stelle des 3. Pfarrers in Eutin. In Eutin wurden auch seine beiden anderen Kinder, Hans-Heinrich (1899), der ebenfalls Pastor wurde, und Irmgard Franziska Elisabeth (1902), die 1926 Johannes Schulze heiratete, geboren.
Nach einer Gastpredigt, die er am 15. September 1907 in der Stadtkirche zu Delmenhorst gehalten hatte, wurde Ahlrichs am 29. September 1907 in Anwesenheit des Oberkirchenrats Johannes Ramsauer aus Oldenburg durch die 167 anwesenden Mitglieder der Gemeindeversammlung einstimmig zum 2. Pfarrer gewählt. Seine Amtseinführung erfolgte am 15. Dezember 1907.
Der 2. Pfarrer der Gemeinde hatte folgenden Aufgaben: Die innere Mission, die Krankenhausseelsorge und die Kindergottesdienste, die Ahlrichs sehr am Herzen lagen. Letztere erfuhren eine Beteiligung, von der Amtsbrüder heute nur träumen können. Hunderte Kinder bevölkerten regelmäßig am Sonntag um 14 Uhr die Stadtkirche Zur Heiligen Dreifaltigkeit. Dafür stand Ahlrichs ein großer Helferkreis zur Seite.
Jährlich führte er am Dienstag vor Christi Himmelfahrt Ausflüge durch. Im Anschluss an eine Andacht in der Stadtkirche fuhren Pastor, Eltern und bis zu 800 Kinder mit einem Sonderzug nach Schierbrok und wanderten von dort weiter nach Stenum. Diese Ausflüge waren sehr beliebt und wurden in der Regel durch Zuwendungen der Kaufmannsfamilie Lahusen finanziell unterstützt.
Ahlrichs leitete auch den Missionsverein, 1920 führte er eine wöchentliche Bibelstunde ein. Im Jahr 1932 konnte er seine 25-jährige Tätigkeit als Pastor in Delmenhorst feiern, am 1. Oktober des Jahres 1935 wurde er in den Ruhestand verabschiedet.
Theodor Ahlrichs starb am 26. Mai 1937 im Krankenhaus Willehadhaus zum Roten Kreuz, dem heutigen Rotes Kreuz Krankenhaus Bremen. Er wurde am 31. Mai 1937 in Delmenhorst beigesetzt.

## Anekdoten
Dass Ahlrichs bei seiner Gemeinde beliebt war, lässt sich an diversen Anekdoten ablesen, die über ihn kursierten. Unter anderem berichtete man, dass in der Zeit nach dem Ersten Weltkrieg eines Nachts die Hühner des Pastors gestohlen worden waren, was seine Gemeindemitglieder erboste. Es wurde jedoch bekannt, dass die Diebe einen Zettel am Tatort zurückgelassen hatten, der mit dem Spruch „Gott ist überall, nur nicht in Pastor Ahlrichs Hühnerstall“ versehen war, was viele Delmenhorster trotz der Tat zum Schmunzeln brachte.